# 5859 Ostozhenka
5859 Ostozhenka è un asteroide della fascia principale. Scoperto nel 1979, presenta un'orbita caratterizzata da un semiasse maggiore pari a 2,4298680 UA e da un'eccentricità di 0,1502356, inclinata di 2,71447° rispetto all'eclittica.